# Emanuel Cuevas
Emanuel Cuevas (n. San Miguel de Tucumán, Provincia de Tucumán, Argentina; 31 de mayo de 1997) es un futbolista argentino. Juega de volante en Concepción fútbol club, de la Liga tucumana.

## Carrera

### San Jorge de Tucumán
Cuevas comenzó su carrera en su ciudad, San Miguel de Tucumán, jugando en San Jorge de Tucumán. Tuvo su primer acercamiento al fútbol profesional el 23 de octubre de 2014, siendo suplente en un partido de Copa Argentina frente a San Martín de Tucumán, aunque no tuvo la posibilidad de sumar sus primeros minutos.
Debutó el 18 de septiembre de 2016, siendo titular en la derrota por 1-0 frente a Gimnasia y Tiro. Luego fue reemplazado por Abel Olmos a los 37 minutos del segundo tiempo.
Su primer gol lo convirtió dos años después, el 7 de marzo, anotando el único gol del partido para la victoria del Expreso sobre Deportivo Mandiyú.
En la temporada 2018-19 Cuevas tuvo más protagonismo que años anteriores, ya que de 32 partidos jugados Cuevas participó en 30, además de convertir 7 goles frente a equipos importantes como Boca Unidos o al futuro ascendido, Alvarado. A pesar del buen momento del club y del jugador, el equipo tucumano descendió administrativamente tras la final jugada contra Alvarado. Por eso, el jugador decide rescindir su contrato con San Jorge.

### Central Córdoba de Santiago del Estero
Tras realizar un buen torneo con el conjunto tucumano, el recién ascendido a la Superliga, Central Córdoba de Santiago del Estero lo contrató. Hasta el momento, no tuvo la posibilidad de debutar con el Ferroviario.

## Estadísticas

### Clubes
| San Jorge (T) Argentina | 3.ª           | 2016-17       | 2  | 0  | 0 | — | — | — | — | — | — | 2  | 0  | 0 |
| San Jorge (T) Argentina | 3.ª           | 2017-18       | 18 | 1  | 0 | 3 | 0 | 0 | — | — | — | 21 | 1  | 0 |
| San Jorge (T) Argentina | 3.ª           | 2018-19       | 30 | 7  | 0 | 2 | 0 | 0 | — | — | — | 32 | 7  | 0 |
| San Jorge (T) Argentina | Total club    | Total club    | 50 | 8  | 0 | 5 | 0 | 0 | 0 | 0 | 0 | 55 | 8  | 0 |
| Central Córdoba (SdE) Argentina | 1.ª           | 2019-20       | —  | —  | — | — | — | — | — | — | — | 0  | 0  | 0 |
| Central Córdoba (SdE) Argentina | Total club    | Total club    | 0  | 0  | 0 | 0 | 0 | 0 | 0 | 0 | 0 | 0  | 0  | 0 |
| San Martín de Tucumán Argentina | 2.ª           | 2019-20       | —  | —  | — | 1 | 0 | 0 | — | — | — | 1  | 0  | 0 |
| San Martín de Tucumán Argentina | 2.ª           | 2021          | 14 | 2  | 1 | — | — | — | — | — | — | 14 | 2  | 1 |
| San Martín de Tucumán Argentina | Total club    | Total club    | 14 | 2  | 1 | 1 | 0 | 0 | 0 | 0 | 0 | 15 | 2  | 1 |
| Total carrera | Total carrera | Total carrera | 64 | 10 | 1 | 6 | 0 | 0 | 0 | 0 | 0 | 70 | 10 | 1 |
| (1) Las copas nacionales se refiere a la Copa Argentina y a la Copa de la Superliga Argentina. (2) Las copas internacionales se refiere a la Copa Libertadores y a la Copa Sudamericana. |               |               |    |    |   |   |   |   |   |   |   |    |    |   |